# Błękitna głębia
Błękitna głębia (ang. Into the Blue, 2005) – amerykański thriller filmowy w reżyserii Johna Stockwella. Światowa premiera filmu miała miejsce 30 września 2005 roku podczas Rio de Janeiro International Film Festival. Film kręcony był na Bahamach, na Florydzie i na Wyspach Kajmańskich.

## Obsada
- Paul Walker – Jared
- Jessica Alba – Sam
- Scott Caan – Bryce
- Ashley Scott – Amanda
- Josh Brolin – Derek Bates
- James Frain – Reyes
- Dwayne Adway – Roy
- Tyson Beckford – Primo

## Fabuła
Czwórka młodych miłośników nurkowania – Sam, Amanda, Bryce i Jared – odkrywa legendarny wrak statku, na pokładzie którego znajduje się złoto o wartości milionów dolarów. Niedaleko wraku statku na dnie oceanu leży kolejny wrak – zatopiony samolot z pokaźnym ładunkiem narkotyków. Przyjaciele nie informują nikogo o znalezisku, by inni łowcy skarbów ich nie uprzedzili i sprzątnęli im majątku sprzed nosa. Plan młodych ludzi znacznie się jednak komplikuje, kiedy przemytnicy narkotyków namierzają zaginiony samolot, a jeden z młodych nurków podejmuje fatalną decyzję, która może narazić życie całej czwórki na poważne niebezpieczeństwo.

## Nagrody i wyróżnienia
- 2006, 26th Golden Raspberry Awards:
  - nominacja do Złotej Maliny w kategorii najgorsza aktorka (nominowana: Jessica Alba)
- 2006, Golden Trailer Awards:
  - nagroda Golden Fleece